# Sconser
Sconser est un petit village du Royaume-Uni, situé en Écosse, sur la côte sud du Loch Sligachan.